# Unione Sportiva Pro Sesto 1948-1949
Questa voce raccoglie le informazioni riguardanti l'Unione Sportiva Pro Sesto nelle competizioni ufficiali della stagione 1948-1949.

## Stagione
Nella stagione 1948-1949 la rinnovata Serie B a girone unico con 42 squadre si presenta estremamente impegnativa sia per la lunghezza del torneo che per l'onerosità di alcune trasferte al sud. Il torneo promuoverà in Serie A il Como con 60 punti ed il Venezia con 52 punti, la Pro Sesto settima con 44 punti. I biancocelesti allenati da Eraldo Monzeglio sono privi di Egidio Lorenzi ceduto al Lecco, ma l'attacco è stato rinforzato con "tre pezzi da novanta" quali Sergio Angelini forte di molte stagioni in Serie A con il Livorno, Árpád Fekete e Lodovico De Filippis anche loro con esperienze nella massima categoria, che hanno concretizzato la mole di gioco svolta dalla squadra, miglior realizzatore stagionale risulterà l'ungherese con 14 reti, 11 quelle realizzate da Giovanni Farina.

## Rosa
| N. |                     | Ruolo | Calciatore           |
| -- | ------------------- | ----- | -------------------- |
|    | Italia (bandiera)   | C     | Battista Andreoni    |
|    | Italia (bandiera)   | A     | Sergio Angelini      |
|    | Italia (bandiera)   | C     | Marcello Castoldi    |
|    | Italia (bandiera)   | C     | Piero Cereda         |
|    | Italia (bandiera)   | P     | Ernesto Corno        |
|    | Italia (bandiera)   | A     | Giuseppe Corti       |
|    | Italia (bandiera)   | A     | Lodovico De Filippis |
|    | Italia (bandiera)   | A     | Giovanni Farina      |
|    | Ungheria (bandiera) | A     | Árpád Fekete         |

| N. |                   | Ruolo | Calciatore           |
| -- | ----------------- | ----- | -------------------- |
|    | Italia (bandiera) | D     | Osvaldo Ferrini      |
|    | Italia (bandiera) | A     | Costantino Galbiati  |
|    | Italia (bandiera) | P     | Bruno Maurizi        |
|    | Italia (bandiera) | C     | Francesco Meregalli  |
|    | Italia (bandiera) | A     | Alberto Meroni       |
|    | Italia (bandiera) | A     | Araldo Pirola        |
|    | Italia (bandiera) | A     | Enrico Pirovano (II) |
|    | Italia (bandiera) | C     | Mario Puricelli      |
|    | Italia (bandiera) | D     | Giosuè Sanvito       |

## Risultati

### Campionato

#### Girone di andata
| Arbitro: | Tibaldi (Savona) |

|              |           |  |
| Galbiati 14’ | Marcatori |  |

| Arbitro: | Guarda (Mestre) |

|           |           |               |
| Corti 19’ | Marcatori | 49’ D'Alconzo |

| Arbitro: | Pizzato (Mestre) |

|             |           |           |
| Rinaldi 72’ | Marcatori | 36’ Corti |

| Sesto San Giovanni 10 ottobre 1948 4ª giornata | Pro Sesto       | 0 – 0 | SPAL | Stadio Breda\| Arbitro: \| Cambi (Livorno) \| |
| Arbitro:                                       | Cambi (Livorno) |       |      |                                               |

| Arbitro: | Fornari (Bologna) |

|             |           |  |
| Verderi 83’ | Marcatori |  |

| Arbitro: | Bernardi (Savona) |

|                                 |           |             |
| Clocchiatti 28’ Massagrande 32’ | Marcatori | 84’ Galbati |

| Arbitro: | Balestrino (Oneglia) |

|                                   |           |           |
| Farina 1’ Meroni 48’ Angelini 80’ | Marcatori | 87’ Boffi |

| Arbitro: | Maglio (Torino) |

|                             |           |                 |
| Loni 22’, 80’ Giorgioni 59’ | Marcatori | 25’, 76’ Meroni |

| Arbitro: | Mosca (Napoli) |

|                                      |           |              |
| Gavazzi 74’ Celani 77’ Cardinali 89’ | Marcatori | 40’ Angelini |

| Arbitro: | Neri (Vicenza) |

|  |           |                              |
|  | Marcatori | 32’ De Filippis 36’ Galbiati |

| Sesto San Giovanni 21 novembre 1948 11ª giornata | Pro Sesto           | 0 – 0 | Vicenza | Stadio Breda\| Arbitro: \| Longagnani (Modena) \| |
| Arbitro:                                         | Longagnani (Modena) |       |         |                                                   |

| Arbitro: | Balestrino (Oneglia) |

|                           |           |                  |
| Forlani 38’ Arcari IV 72’ | Marcatori | 69’ (aut.) Borri |

| Sesto San Giovanni 5 dicembre 1948 13ª giornata | Pro Sesto      | 0 – 0 | Napoli | Stadio Breda\| Arbitro: \| Pera (Firenze) \| |
| Arbitro:                                        | Pera (Firenze) |       |        |                                              |

| Arbitro: | Longagnani (Modena) |

|                         |           |  |
| Angelini 25’ Farina 58’ | Marcatori |  |

| Arbitro: | Donati (Rimini) |

|                                |           |                        |
| Massari 12’ Sega 51’ Conti 56’ | Marcatori | 83’ Corti 85’ Angelini |

| Arbitro: | Pizzato (Mestre) |

|                                                       |           |  |
| Angelini 9’, 88’ De Filippis 34’, 65’, 72’ Farina 52’ | Marcatori |  |

| Arbitro: | Orlandini (Roma) |

|                  |           |  |
| Lipizer 43’, 45’ | Marcatori |  |

| Arbitro: | Mosca (Napoli) |

|                                                  |           |                                      |
| Zanini 1’, 11’, 34’ Granata 52’, 80’ Rizzoni 58’ | Marcatori | 2’ Corti 5’ Farina 59’ (rig.) Fekete |

| Arbitro: | Fornari (Bologna) |

|                                   |           |  |
| Fekete 8’ (rig.) Braga 17’ (aut.) | Marcatori |  |

| Arbitro: | Vannini (Bologna) |

|                                                           |           |  |
| Fekete 1’ (rig.) 26’, 66’ De Filippis 14’, 16’ Farina 34’ | Marcatori |  |

| Arbitro: | Matteucci (Roma) |

|                                          |           |  |
| Toncelli 12’ Castellano 42’ Crosetto 68’ | Marcatori |  |

#### Girone di ritorno
| Arbitro: | Lo Cascio (Palermo) |

|                                       |           |                |
| Scopigno 42’ Catalano 64’ Flumini 77’ | Marcatori | 34’, 58’ Corti |

| Arbitro: | Pera (Firenze) |

|               |           |  |
| Micheloni 52’ | Marcatori |  |

| Arbitro: | Franzi (Vercelli) |

|            |           |  |
| Fekete 49’ | Marcatori |  |

| Ferrara 13 febbraio 1949 25ª giornata | SPAL                  | 0 – 0 | Pro Sesto | Stadio Comunale\| Arbitro: \| De Apollonio (Genova) \| |
| Arbitro:                              | De Apollonio (Genova) |       |           |                                                        |

| Arbitro: | Cambi (Livorno) |

|                              |           |  |
| Farina 64’, 86’ Pirovano 81’ | Marcatori |  |

| Arbitro: | Scotto (Savona) |

|                   |           |  |
| Fekete 78’ (rig.) | Marcatori |  |

| Arbitro: | Galeati (Bologna) |

|          |           |  |
| Boffi 5’ | Marcatori |  |

| Arbitro: | Piemonte (Monfalcone) |

|                   |           |  |
| Fekete 43’ (rig.) | Marcatori |  |

| Arbitro: | Selva (Torino) |

|                                          |           |            |
| Angelini 2’ Fekete 40’ (rig.) Farina 48’ | Marcatori | 12’ Celani |

| Arbitro: | Arietti (Siena) |

|              |           |  |
| Angelini 21’ | Marcatori |  |

| Vicenza 17 aprile 1949 32ª giornata | Vicenza           | 0 – 0 | Pro Sesto | Stadio Comunale\| Arbitro: \| Boffardi (Genova) \| |
| Arbitro:                            | Boffardi (Genova) |       |           |                                                    |

| Arbitro: | Arpaia (Roma) |

|                                        |           |               |
| Fekete 69’ (rig.) Corti 70’ Farina 84’ | Marcatori | 24’ Arcari IV |

| Arbitro: | Poggipollini (Ferrara) |

|                                 |           |  |
| Soldani 5’ (rig.) Brighenti 70’ | Marcatori |  |

| Arbitro: | Pizzato (Mestre) |

|                                         |           |  |
| Grazioli 9’ Bertoni III 54’ Schiavi 65’ | Marcatori |  |

| Arbitro: | Coppolone (Bari) |

|            |           |  |
| Fekete 44’ | Marcatori |  |

| Arbitro: | Matteucci (Roma) |

|             |           |            |
| Mangini 51’ | Marcatori | 84’ Fekete |

| Arbitro: | Cappucci (Roma) |

|                           |           |                                                       |
| Pirovano 52’ Galbiati 74’ | Marcatori | 31’ Dossi 44’ Stua 46’ Rabitti 51’ Meroni 80’ Lipizer |

| Arbitro: | Neri (Vicenza) |

|                            |           |            |
| Farina 20’, 81’ Fekete 61’ | Marcatori | 24’ Barera |

| Arbitro: | Dattilo (Roma) |

|                                           |           |  |
| Colpo 1’ Aliprandi 22’ Guarnieri 68’, 83’ | Marcatori |  |

| Arbitro: | Marchese (Napoli) |

|  |           |                           |
|  | Marcatori | 25’ Angelini 69’ Pirovano |

| Arbitro: | Rigato (Mestre) |

|                                                        |           |  |
| De Filippis 51’ Fekete 76’ (rig.) Meregalli 83’ (rig.) | Marcatori |  |